# Gerovo
Gerovo je naselje na Hrvaškem, ki upravno spada pod mesto Čabar (in je drugo največje naselje za Prezidom v tej občini), kot dela Primorsko-goranske županije.

## Lega
Naselje v Gorskem kotarju leži ob regionalni cesti Delnice-Crni Lug-Čabar-Babno Polje (SLO) na nadmorski višini 582 m, v kraški dolini, obkroženi z vencem gora in bogatimi gozdovi, okoli 15 km južno od Čabra. Tu je izhodišče za obisk vrhov Risnjaka in izvira reke Kolpe.

## Zgodovina
V starih listinah se Gerovo prvič omenja leta 1028 kot Gerona. Gerovska rimskokatoliška župa, ki je najstarejša v Gorskem kotarju, je bila ustanovljena leta 1504. Župnijska cerkev sv. Hermagora i Fortunata pa je bila zgrajena leta 1842.

## Demografija
| Pregled števila prebivalcev po letih | Pregled števila prebivalcev po letih | Pregled števila prebivalcev po letih | Pregled števila prebivalcev po letih | Pregled števila prebivalcev po letih | Pregled števila prebivalcev po letih | Pregled števila prebivalcev po letih | Pregled števila prebivalcev po letih | Pregled števila prebivalcev po letih | Pregled števila prebivalcev po letih | Pregled števila prebivalcev po letih | Pregled števila prebivalcev po letih | Pregled števila prebivalcev po letih | Pregled števila prebivalcev po letih | Pregled števila prebivalcev po letih |      |
| ------------------------------------ | ------------------------------------ | ------------------------------------ | ------------------------------------ | ------------------------------------ | ------------------------------------ | ------------------------------------ | ------------------------------------ | ------------------------------------ | ------------------------------------ | ------------------------------------ | ------------------------------------ | ------------------------------------ | ------------------------------------ | ------------------------------------ | ---- |
| 1857                                 | 1869                                 | 1880                                 | 1890                                 | 1900                                 | 1910                                 | 1921                                 | 1931                                 | 1948                                 | 1953                                 | 1961                                 | 1971                                 | 1981                                 | 1991                                 | 2001                                 | 2021 |
| 676                                  | 695                                  | 563                                  | 733                                  | 649                                  | 835                                  | 813                                  | 892                                  | 681                                  | 796                                  | 1210                                 | 807                                  | 840                                  | 807                                  | 722                                  | 593  |